# Libertas
Libertas este o mișcare politică pan-europeană inițiată de omul de afaceri irlandez Declan Ganley, militând pentru „mai multă transparență și mai puțină birocrație” în cadrul Uniunii Europene. Gruparea pregătește, în prezent, „o platformă pentru a le oferi tuturor cetățenilor din Uniunea Europeană o șansă de a-și exprima punctul de vedere în ceea ce privește Tratatul de la Lisabona, în luna iunie” 2009, la alegerile pentru Parlamentul European.

## Lansare
Libertas are sedii deschise în Irlanda, Marea Britanie, Bruxelles și Polonia.

## Referendumul din Irlanda - „Mister NO”
Pe 12 iunie 2008 cetățenii irlandezi au votat NU pentru Tratatul de la Lisabona. Irlanda a fost singura țară din Uniunea Europeană care a avut un referendum asupra acestui tratat nou.
Declan Ganley a fost numit „Mister NO”, ca urmare a lobby-ului intensiv pe care acesta l-a făcut in Irlanda împotriva Tratatului de la Lisabona. El susține că Uniunea Europeană ar trebui să reformeze Tratatul de la Lisabona și dorește să organizeze un referendum la nivel european asupra acestuia, odată cu alegerile pentru Parlamentul European din 2009.
Începutul acestui referendum a fost în Irlanda, însă intenția lui Declan Ganley este de a avea candidați pentru alegerile electorale în fiecare din cele 27 state membre din Uniunea Europeană. Argumentele aduse de acesta se refereau în mare parte la posibila pierdere a unui comisar european irlandez permanent, în acest fel înjumătățindu-se puterea de decizie a Irlandei. Un alt argument adus de acesta a fost legat de armonizarea taxelor în Europa și de faptul că taxa Irlandei de 12,5 % care i-a adus foarte multe beneficii ar putea fi distorsionarea competiției la nivel european.

## Tratatul de la Lisabona
Una dintre principalele revendicări ale mișcării politice este schimbarea formei actuale a Tratatului de la Lisabona. Cunoscut în faza de proiect sub numele de Tratatul de Reformă, acesta este un tratat destinat să înlocuiască tratatul constituțional european. Numele oficial este Tratatul de la Lisabona de modificare a Tratatului privind Uniunea Europeană și a Tratatului de instituire a Comunității Europene.
Textul tratatului s-a finalizat în urma unui summit neoficial la Lisabona pe 19 octombrie 2007, iar tratatul a fost semnat pe 13 decembrie de către reprezentanții celor 27 de state membre ale UE. Intrarea în vigoare a Tratatului a fost inițial programată pentru 1 ianuarie 2009, după ratificarea de către toate statele membre.

### Tratatul de la Lisabona
Cele mai importante prevederi ale tratatului sunt următoarele:
- Uniunea Europeană va avea personalitate juridică (până acum doar Comunitatea Europeană avea);
- funcția de președinte al Consiliului European va fi transformată într-una permanentă de „Președinte al Uniunii”, cu un mandat de 2 ani și jumătate;
- va fi înființată funcția de ministru de externe al Uniunii, cu numele oficial de Înalt Reprezentant al Uniunii pentru politica comună externă și de securitate;
- numărul de comisari va fi redus cu o treime;
- se va modifica modalitatea de vot în cadrul Consiliului. Regulile stabilite în Tratatul de la Nisa rămân însă în vigoare până în 2014.

## Alegerile pentru Parlamentul European din 2009
Gruparea politică a fost acuzată de Euroscepticism.